# Videókazetta

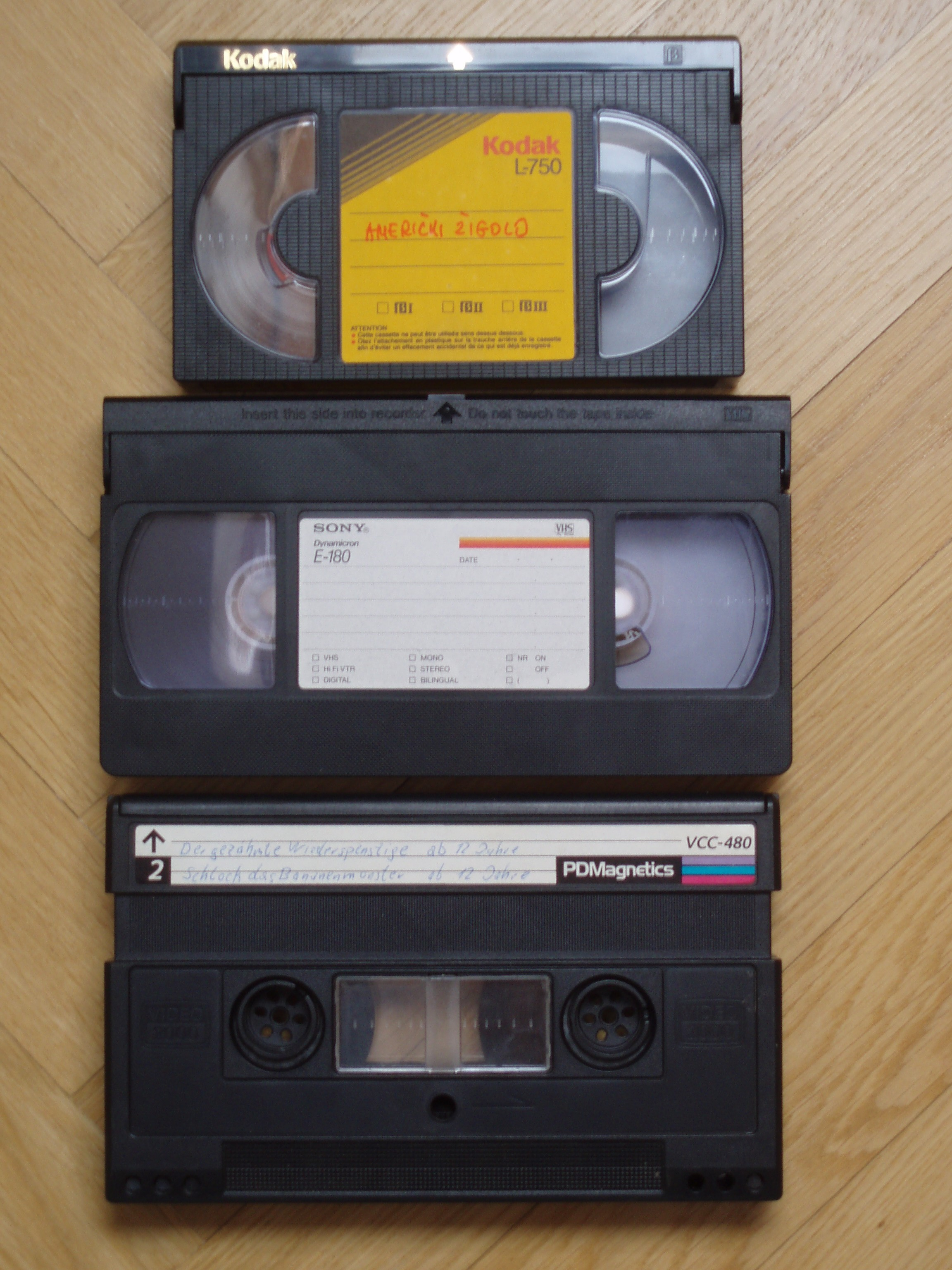
Betamax, VHS és Video2000 rendszerű videókazetták (fentről lefelé)

A videókazetta mozgókép és hang együttes rögzítésére és tárolására szolgáló, mágnesszalagos adattároló. A kazettán tárolt videóanyagot megnézni, illetve a kazettára videóanyagot rögzíteni videómagnetofon és televízió segítségével lehetséges.

## Története
A videókazetta az 1980-as évek elején terjedt el viszonylagos olcsóságának köszönhetően. A legolcsóbb videókazetta a VHS, amelyet már pár száz forintért is elérhetünk a boltokban. Egyesek szerint a VHS és társai nyitották meg az utat az otthoni mozizás és házimozi-rendszerek felé, ami a mozik hanyatlásához vezetett, habár az első videókazetták gyengébb minőségükkel nem voltak képesek jobb minőségű felvételeket tárolni (pl. U-matic).
Olcsóságának oka az elektronikus, mágneses alapú adattárolás, amely lényegesen egyszerűbbé teszi a reprodukálást a régi celluloidalapú filmtekercsekkel szemben. Ezzel megnyitotta az utat a házi, nagyüzemű filmmásolásnak.
A videókazetták közismert jellemzője, hogy lejátszáskor a mágnesszalag kopik, de az újabb, jobb minőségű videókazetták (pl. BASF VHS, Sony VHS) mágnesszalagjai nagyon erősek, nagyon enyhén kopnak, némelyikük olyan jó minőségű, hogy a rajtuk tárolt film jobb és tovább is kitart, mint pl. egy DVD-n tárolt film.[forrás?] Egyes videómagnetofonok pl. már rendelkeznek 625 x 1035 pixeles felvételi móddal is (HQ). A szalagvékonyításnak köszönhetően egyes szalagok már 2, 4, 8, 16, 32 és 64 órányi filmet is tudnak tárolni. A videómagnetofonok kíméletesek a vékony szalaggal, és nem szakítják el.

## Videókazetta-rendszerek
- VHS
- S-VHS
- VHS-C
- S-VHS-C
- W-VHS High Definition (Full HD)
- D-VHS
- Betamax/Betacord
- SuperBetamax
- VCR
- U-matic
- Video 2000/VCC